# Маноліс Саліакас
Маноліс Саліакас (грец. Μανώλης Σάλιακας, нар. 12 вересня 1996, Іракліон, Греція) — грецький футболіст, фланговий захисник німецького клубу «Санкт-Паулі» та національної збірної Греції.

## Ігрова кар'єра

### Клубна
Маноліс Саліакас почав займатися футболом в клубній академії «Ерготеліса» зі свого рідного міста Іракліон. Пізніше він був помічений скаутами «Олімпіакоса» і взимку 2013 року перебрався до клубу Суперліги.
Та в основі «Олімпіакоса» Саліакас провів лише одну гру і в 2016 році був відправлений в оренду в кіпрський клуб «Карміотісса». Ще два сезони футболіст виступав на правах оренди в клубі грецького другого дивізіону «Ханья».
Влітку 2019 року Саліакас як вільний агент перейшов до клубу «Ламія 1964». Та вже наступного року захисник перебрався до «Яніни», з якою в сезоні 2020/21 дістався півфіналу Кубка Греції.
Влітку 2022 року Саліакас перейшов до клубу німецької Другої Бундесліги «Санкт-Паулі», з яким у сезоні 2023/24 виграв турнір Другої Бундесліги і підвищився в класі. 25 серпня 2024 року у матчі проти «Гайденгайма» Саліакас дебютував у вищому дивізіоні чемпіонату Німеччини. Тоді ж футболіст продовжив дію контракту з клубом.

### Збірна
У 2015 році в складі юнацької збірної Греції Саліакас брав участь у домашньому Євро, де зіграв чотири гри.
3 червня 2021 року в товариському матчі проти Бельгії Маноліс Саліакас дебютував у складі національної збірної Греції.

## Титули
Олімпіакос
 Чемпіон Греції (3): 2013/14, 2014/15, 2015/16
 Переможець Кубка Греції: 2014/15
Санкт-Паулі
- Переможець Другої Бундесліги: 2023/24